# جبل صبر

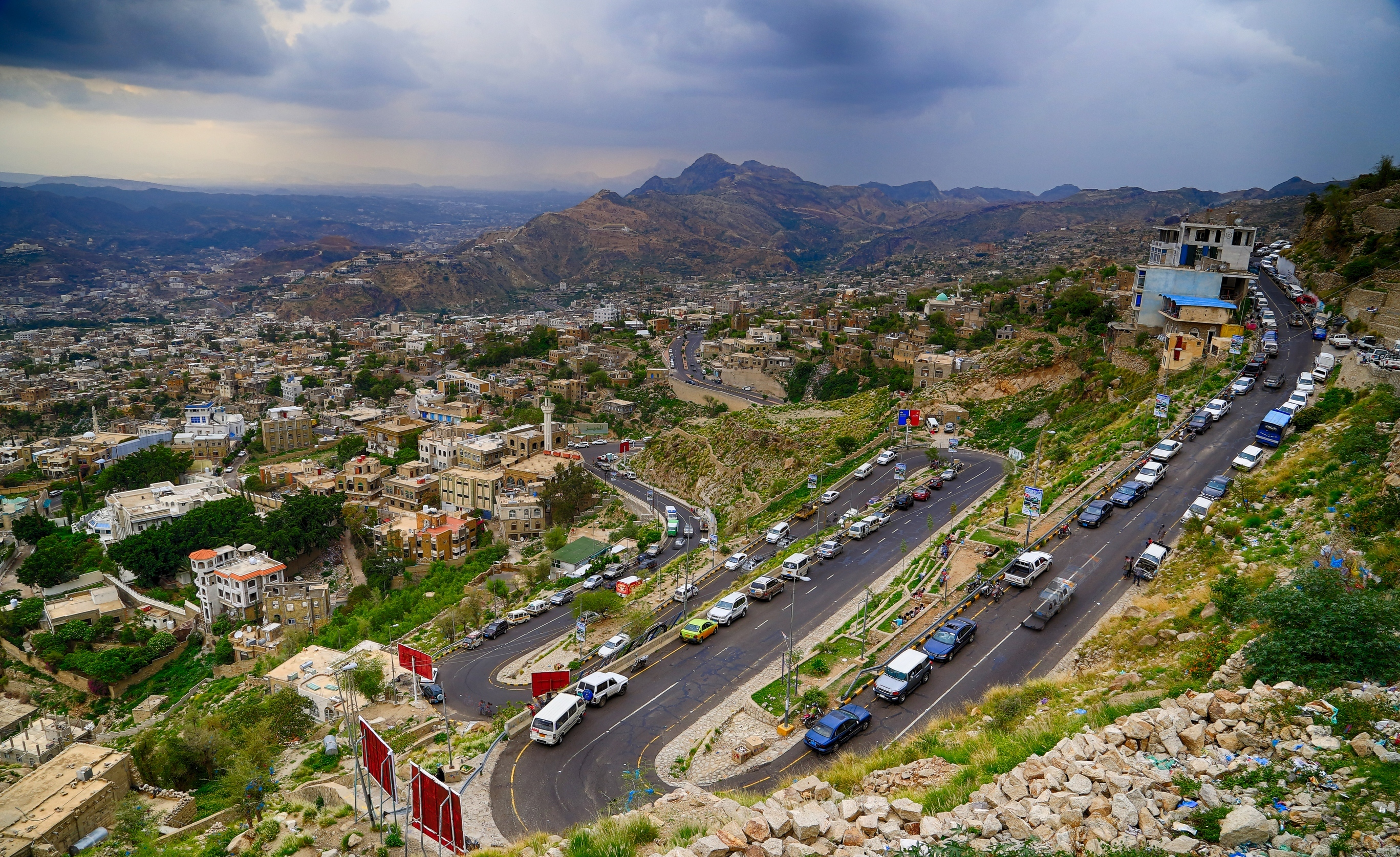
الطريق على جبل صبر

جبل صَبِر هو من أعلى جبال اليمن والجزيرة العربية. يبلغ ارتفاعه عن سطح البحر (3070م)، ويبلغ ارتفاعه من مدينة تعز إلى قمته في حصن العروس (1500م)، ويدخل ضمن المرتفعات الجنوبية.
واشهر عائلة فيها هي عائلة الجنيد

## التاريخ
تم استيطان الجبل منذ قديم الزمان وعمّر مدرجاته ذات التربة الخصبة، فقد ذكره لسان اليمن الهمداني بأنه حصن منيع، ويصفه ابن المجاور بأنه جبل مدور كثير الخيرات والفواكه والأخشاب وفيه العديد من القرى والحصون، كما أن له أهمية إستراتيجية عبر التاريخ، أذ أشارت المصادر التاريخية إلى أن الأمير أسعد بن أبي الفتوح بن الوليد الحميري كان متوالياً عليه أثناء حكم الدولة الصليحية 514هـ / 1120، وتولى بعده شئون جبل صبر منصور بن المفضل إلى أن توفي سنة 558هـ / 1162م، ويبقى الحصن في أيدي ملوك الدولة الزريعية إلى أن استولى عليه توران شاه الأيوبي مع عدة حصون أخرى في المنطقة، وذلك عام 569هـ / 1173م، ثم سيطر عليه الرسوليون من بعدهم سلاطين الدولة الطاهرية، وفي العهد العثماني الأول استولى أويس باشا على مدينة تعز وما حولها من الحصون بما في ذلك جبل صبر.

## التقسيم
ينقسم جبل صبر اليوم إلى ثلاث مديريات هي: مديرية صبر الموادم، ومديرية المسراخ، ومديرية مشرعة وحدنان، وتضم كل مديرية عدداً من القرى ذات المناظر الطبيعية الخلابة التي تسر الناظرين.

## معالم
يمثل الجبل صبر اليوم مقصداً سياحياً لكل زائر بما يحتويه من مدرجات في منحدرات الجبل تحيط بها بساتين وفيرة الخيرات، ومن حولها عيون الماء والينابيع، بالإضافة إلى تنوع الفواكه التي تزرع، والبيوت الجميلة التي تبدو في المساء للناظرين لها من مدينة تعز وكأنها وميض النجوم. ويحتوي الجبل على بعض المزارات الدينية كمسجد أصحاب الكهف في قرية المعقاب، ومسجد الشعرة في قرية العارضة أسفل قلعة جبل العروس، إلى جانب المقابر الصخرية في قرية المحراق، والمياه المعدنية في الحمام الطبيعي في قرية المرازح، كما يوجد على المطلات العليا من جبل صبر منتزهات حديثة ذات خدمات سياحية كمنتزه الشيخ زايد وغيره من المنتزهات المتناثرة على جانب الطريق الأسفلتي المودي إلى قمة الجبل والمطلة على مدينة تعز.
وقد تغزل كثير من الشعراء في الجبل ومنها قصيدة «صبر جباله شامخات عالي» التي لحنها وغناها الفنان محمد عبد الله العديني.

## وصلات خارجية
1. السياحة في اليمن
2. أغنية صبر جباله شامخات